# Jakob Axel Nielsen
Pour les articles homonymes, voir Nielsen.
Jakob Axel Nielsen, né le 12 avril 1967 à Hadsund (Danemark), est un homme politique danois du Parti populaire conservateur et ancien ministre.

## Biographie
Jakob Axel Nielsen est le petit fils de K. Axel Nielsen, un homme politique social-démocrate, député au Folketing de 1953 à 1973 et ministre de la Justice à deux reprises.
Il commence en 1989 des études de droit à l'université d'Aarhus, dont il est diplômé en 1994. Il devient alors avocat, comme stagiaire d'abord, puis de plein exercice à partir de 1997.
Engagé au sein du Parti populaire conservateur, il est élu député au Folketing lors des élections législatives du 18 février 2005. Le 12 septembre 2007, à l'occasion d'un remaniement ministériel au sein du gouvernement de coalition entre les conservateurs et les libéraux du Premier ministre Anders Fogh Rasmussen, il succède à Flemming Hansen comme ministre des Transports et de l'Énergie.
Il est réélu pour un second mandat de député lors des élections législatives anticipées du 13 novembre 2007, remportées par la coalition libérale-conservatrice. Dans le nouveau gouvernement formé par Anders Fogh Rasmussen après le scrutin, il est nommé ministre de la Santé et de la Prévention. Il conserve son poste quand Lars Løkke Rasmussen devient Premier ministre en cours de législature en avril 2009.
Le 23 février 2010, Lars Løkke Rasmussen procède à un remaniement d'ampleur de son gouvernement, et Jakob Axel Nielsen est remplacé par Bertel Haarder. Il explique alors publiquement ne pas réellement comprendre la décision de la présidente du Parti conservateur, Lene Espersen, de ne pas le maintenir dans le gouvernement. Après son éviction du gouvernement, il devient le porte-parole de son groupe parlementaire pour les questions d'énergie et de logement, un rôle très peu exposé pour un ancien ministre, suscitant des rumeurs qu'il conteste sur un potentiel départ de la vie politique.
Le 13 août 2010, il nie être impliqué dans des efforts visant à renverser Lene Espersen à la présidence du Parti populaire conservateur, alors que le tabloïd B.T. vient d'écrire qu'il aurait tenter de convaincre le ministre de la Justice Lars Barfoed de briguer le poste. Le lendemain, il annonce qu'il quittera la vie politique au plus tard aux prochaines élections législatives. En septembre, il annonce qu'il démissionnera en cours de législature, pour prendre la tête d'Aleris, une chaîne d'hôpitaux privés, à compter du 1er novembre.
En mars 2022, il se déclare candidat aux prochaines élections législatives. Lors du scrutin du 1er novembre, il échoue toutefois à remporter un siège, devenant seulement le premier suppléant conservateur dans la circonscription du Jutland du Nord.